# 山﨑賢太
山﨑 賢太（やまざき けんた、1978年5月27日 - ）は、元プロ野球選手（投手）、タレント。広島県広島市出身。

## 略歴
広陵高等学校から当時社会人と同じ連盟に所属していた島根商科専門学校（4年制課程。現・専門学校坪内総合ビジネスカレッジ）を経て、2000年度ドラフトにて中日ドラゴンズから6位指名受け、入団。
ルーキーイヤーの2001年シーズンは一軍登板なし。2002年シーズンは二軍でプロ初勝利をあげるなど26試合に登板するも、一軍登板なしに終わる。
2003年シーズン、二軍の対大阪近鉄バファローズ戦で髙塚信幸への危険球を巡り、乱闘事件に発展、近鉄のコーチ・古久保健二を殴り、退場処分となる。同年のシーズンオフに入団から一度も一軍登板がないまま戦力外通告を受ける。
その後、入団テストと12球団合同トライアウトを受けたが合格できず、現役を引退。以後、タレントとして活動。

## 人物
- 広陵高校では、佐竹健太がエースで同級生、二岡智宏、福原忍は2学年先輩、稲田直人は1学年後輩であった。
- 専門学校を卒業し、直接プロ野球入りした初めての選手であった（同期にデュプロを経て入団した藤本敦士も専門学校出身者であった）。
- 持ち球は最速147km/hの直球、縦のゆるいカーブ、スライダーなどがあり、先輩の川上憲伸と似た気迫を全面に出す投球が持ち味であった。

## 詳細情報

### 年度別投手成績
- 1軍公式戦出場なし

### 背番号
- 63（2001年 - 2003年）

## スポーツマンNo.1決定戦
第13回芸能人サバイバルバトル（2004年4月5日放送）
BEACH FLAGSでは1回戦で旗を掴み損ね、野村将希に旗を獲られ敢え痛恨の1回戦敗退。MONSTER BOX 12段、SPIN OFFでは決勝で白川裕二郎に勝利し種目別No.1を獲得。TAIL IMPOSSIBLE 第3レース進出の健闘も、QUICK MUSCLEで失格に終わったことが響き総合10位で脱落。
第14回芸能人サバイバルバトル（2005年4月5日放送）
SPIN OFFでは、1回戦で大澄賢也、2回戦で石丸謙二郎、準決勝でイワンに勝利するも、闕所杖なかやまきんに君に敗れ、2大会連続の種目別No.1を逃した。MONSTER BOXは自己記録を3段更新する15段をマーク。QUICK MUSCLEでは記録を残し、POWER FORCE 2回戦進出、TAIL IMPOSSIBLE 5位と随所で活躍を見せ、ファイナルに進出し、SHOT-GUN-TOUCH 11m70cmの記録を残し、総合6位入賞を果たした。
第15回芸能人サバイバルバトル（2005年9月28日放送）
最期の出場となった第15回では、MONSTER BOXで自己記録を更新する16段の記録を残すも、前々回No.1を獲得したSPIN OFFの1回戦で知幸に敗れ、QUICK MUSCLE 46回と伸び悩み、総合7位で脱落。
芸能人サバイバルバトル
| 大会       | 放送日        | 総合順位 |
| ---------- | ------------- | -------- |
| 第13回大会 | 2004年4月5日  | 10位     |
| 第14回大会 | 2005年4月8日  | 6位      |
| 第15回大会 | 2005年9月28日 | 7位      |

## 出演

### テレビドラマ
- 星野仙一物語 〜亡き妻へ贈る言葉（2005年1月2日、TBS） - 選手A 役

### バラエティ
- 板東英二のここに住マッシュ!（テレビ愛知）
- 世界ウルルン滞在記（TBS）
- 最強の男は誰だ!壮絶筋肉バトル!!スポーツマンNo.1決定戦（TBS）
- 海筋肉王 〜バイキング〜（フジテレビ）
- 恋するハニカミ!（2005年6月24日、TBS） - 安達祐実と共演
- ひらめ筋GOLD（2005年 - 2006年、日本テレビ） - 準レギュラー

### CM
- アサヒビール（2005年） - 江口洋介と共演
- 国際コミュニティカレッジ（2008年）

### インターネット
- ひかり荘（2004年） - レギュラー